# Really Don't Care
Really Don't Care è il quarto singolo della cantante statunitense Demi Lovato estratto dal suo quarto album di inediti, Demi, e cantato in collaborazione con Cher Lloyd. La canzone è stata scritta dalla stessa Lovato con Carl Falk, Savan Kotecha, Rami Yacoub e Cher Lloyd. Il video conta 200 milioni di visualizzazioni.

## Tracce
Digital download
1. Really Don't Care (feat. Cher Lloyd) – 3:21

Digital Remixes EP (UK)
1. Really Don't Care (feat. Cher Lloyd) – 3:20
2. Really Don't Care (Cole Plante Remix) – 5:07
3. Really Don't Care (DJLW Remix) – 4:30
4. Really Don't Care (Digital Dog Club Remix) – 5:07
5. Really Don't Care (Toy Armada & DJ GRIND Remix) – 5:35

Digital Remixes Single (US)
1. Really Don't Care (Cole Plante Remix) – 5:07
2. Really Don't Care (Cole Plante Radio Remix) – 3:37

Digital EP
1. Really Don't Care (feat. Cher Lloyd) – 3:21
2. Really Don't Care (DJLW Radio Edit) – 3:14
3. Really Don't Care (Cole Plante Radio Remix) – 3:37
4. Really Don't Care (Digital Dog Radio Remix) – 3:19
5. Really Don't Care (Toy Armada & DJ GRIND Radio Remix) – 3:40
6. Demi In London (Video) – 2:22

CD Single
1. Really Don't Care (feat. Cher Lloyd) – 3:21
2. Nightingale (Live) – 3:38
3. Really Don't Care (Live) – 3:32
4. Neon Lights (Live) – 4:26

Promo Remixes #1
1. Really Don't Care (Liam Keegan Remix) – 5:03
2. Really Don't Care (Liam Keegan Mixshow) – 3:34
3. Really Don't Care (Liam Keegan Radio Edit) – 3:02
4. Really Don't Care (Liam Keegan Instrumental) – 5:03
5. Really Don't Care (Beartooth Remix) – 3:20
6. Really Don't Care (DJ Scooter Remix) – 4:58
7. Really Don't Care (John Suraci Radio Mix) – 3:28
8. Really Don't Care (John Suraci Remix) – 4:22
9. Really Don't Care (Jump Smokers Instrumental Remix) – 3:28
10. Really Don't Care (Jump Smokers Radio Mix) – 3:28
11. Really Don't Care (Jump Smokers Remix) – 3:51

Promo Remixes #2
1. Really Don't Care (Cole Plante Dub Remix) – 4:58
2. Really Don't Care (Cole Plante Instrumental Remix) – 4:58
3. Really Don't Care (Cole Plante Radio Mix) – 3:37
4. Really Don't Care (Cole Plante Remix) – 5:07
5. Really Don't Care (Digital Dog Club Remix) – 5:07
6. Really Don't Care (Digital Dog Radio Mix) – 3:18
7. Really Don't Care (DJLW Instrumental Remix) – 4:45
8. Really Don't Care (DJLW Radio Mix) – 3:13
9. Really Don't Care (DJLW Remix) – 4:30
10. Really Don't Care (Toy Armada & DJ Grind Radio Mix) – 3:41
11. Really Don't Care (Toy Armada & DJ Grind Remix) – 5:37

## Classifiche
| Classifica (2014) | Posizione raggiunta |
| ----------------- | ------------------- |
| Australia         | 81                  |
| Belgio (Fiandre)  | 13                  |
| Belgio (Vallonia) | 14                  |
| Brasile           | 56                  |
| Canada            | 24                  |
| Stati Uniti       | 26                  |